# Miophrixus latreutidis
Miophrixus latreutidis är en kräftdjursart som beskrevs av Barnard 1955. Miophrixus latreutidis ingår i släktet Miophrixus och familjen Bopyridae.
Artens utbredningsområde är Moçambique. Inga underarter finns listade i Catalogue of Life.